# Masters de París 1989
El Abierto de París 1989 fue un torneo de tenis jugado sobre moqueta. Fue la edición número 18 de este torneo. Se celebró entre el 30 de octubre y el 6 de noviembre de 1989. 

## Campeones

### Individuales masculinos
Boris Becker vence a  Stefan Edberg 6–4, 6–3, 6–3.

### Dobles masculinos
John Fitzgerald /  Anders Järryd  vencen a  Jakob Hlasek /  Eric Winogradsky, 7–6, 6–4.
| Predecesor: París 1988 | Masters de París 1989 | Sucesor: París 1990 |